# 多刺山黄皮
多刺山黄皮（学名：Fagerlindia depauperata）为茜草科浓子茉莉属下的一个种。